# Бубнево 1-е
Бубнево 1-е — деревня в Порховском районе Псковской области России. Входит в состав Славковской волости. Фактически урочище.

## География
Находится в восточной части региона, в западной части района, на севере волости, в пределах Прибалтийской низменности, в зоне хвойно-широколиственных лесов, западнее деревни Шмойлово, в 53 км к юго-западу от города Порхова, в 8 км к северу от бывшего волостного центра Верхний Мост.
Уличная сеть не развита.

### Климат
Климат характеризуется как умеренно континентальный, влажный, с умеренно мягкой зимой и относительно тёплым летом. Среднегодовая температура — 4,4 °C. Средняя многолетняя температура самого холодного месяца (января) составляет −8 °С, средняя температура самого тёплого (июля) — 17,3 °С. Период активной вегетации растений (с температурой выше 10°С) составляет 130 дней Среднегодовое количество осадков — около 725 мм, из которых 70 % выпадает в тёплый период. Снежный покров держится около 125—130 дней.

## История
На карте Псковской губернии 1888 года обозначена как Бубнова.
В 1941—1944 гг. местность находилась под фашистской оккупацией войсками Гитлеровской Германии.
Деревня Бубнево 1-е в советские и в первые постсоветские годы входила в Верхнемостский сельсовет, который Постановлением Псковского областного Собрания депутатов от 26 января 1995 года переименован в Верхнемостскую волость.
Законом Псковской области от 30 марта 2015 года Верхнемостская волость была упразднена и деревня Бубнево 1-е включена в состав Славковской волости.

## Население
| 2001 | 2002 | 2010 |
| ---- | ---- | ---- |
| 11   | →11  | ↘3   |

### Национальный состав
Согласно результатам переписи 2002 года, в национальной структуре населения русские составляли 100 % от общей численности в 11 чел..

## Инфраструктура
Было личное подсобное хозяйство с зоной сельскохозяйственного использования, индивидуальная застройка усадебного типа.

## Транспорт
Автомобильная дорога общего пользования местного значения 58Н-022 «от а/д Нестрино- Остров, км 40+770 до д. Бубнево-Плоха»(идентификационный номер 58-247 ОП МР), протяженностью в 0,570 км.